# Ejido Doctor Alberto Oviedo Mota (El Indiviso)
Ejido Doctor Alberto Oviedo Mota är en ort i Mexiko.   Den ligger i kommunen Mexicali och delstaten Baja California, i den nordvästra delen av landet, 2 100 km nordväst om huvudstaden Mexico City. Ejido Doctor Alberto Oviedo Mota ligger 4 meter över havet och antalet invånare är 1 009.
Terrängen runt Ejido Doctor Alberto Oviedo Mota är mycket platt. Runt Ejido Doctor Alberto Oviedo Mota är det glesbefolkat, med 19 invånare per kvadratkilometer. Närmaste större samhälle är Estación Coahuila, 18,8 km norr om Ejido Doctor Alberto Oviedo Mota. Trakten runt Ejido Doctor Alberto Oviedo Mota är ofruktbar med lite eller ingen växtlighet.